# نيفين شابيرو
نيفين شابيرو (بالإنجليزية: Nevin Shapiro)‏ هو شخصية أعمال أمريكي، ولد في 13 أبريل 1969 في بروكلين في الولايات المتحدة.